# Noyant
Noyant è un comune francese di 1 983 abitanti situato nel dipartimento del Maine e Loira nella regione dei Paesi della Loira. Noto nel passato con i nomi di: Novientus nel 644, Noent nel 1186, Noient nel 1190, Noientum nel 1291, Noiant nel 1607, Noyant o Noyant-sous-le-Lude nei secoli XVIII e XIX, Noyant nel 1793 e 1801. Dal 15 dicembre 2016 è accorpato al nuovo comune di Noyant-Villages.

## Società

### Evoluzione demografica
Abitanti censiti